# Полис (футбольный клуб, Ниамей)
«Полис» (фр. Police) — нигерский футбольный клуб из Ниамея. Выступает в чемпионате Нигера. Домашней ареной клуба является стадион генерала Сейни Кунче, вместимостью 35 тысяч зрителей. Клубным цветом команды является жёлтый. Спонсор — Национальная полиция Нигера.

## История
Футбольная команда под названием «Полис» была основана в 1993 году.
Единственный раз успеха в чемпионате Нигера команда добивалась в 2008 году. В том же сезоне «Полис» стал победителем Кубка Нигера, обыграв в решающем матче «Акокану» (2:0). Игра за Суперкубок Нигера 2008 года завершилась поражением от ФНИСа.
Дебют клуба на всеафриканском уровне состоялся в 2009 году в матче Лиги чемпионов КАФ, где нигерская команда уступила ливийскому «Аль-Ахли» по сумме двух матчей со счётом 2:7.
В составе команды неоднократно играли футболисты национальной сборной Нигера. В частности цвета «Полиса» защищали Кассали Дауда и Якуба Али.

## Достижения
- Чемпион Нигера: 2008
- Победитель Кубка Нигера: 2008

## Последние результаты
| Сезон   | Див. | Место | Кубок       |         | Сезон | Див.    | Место       | Кубок |
| ------- | ---- | ----- | ----------- | ------- | ----- | ------- | ----------- | ----- |
| 2010/11 | I    | 7     |             | 2018/19 | I     | 2       | 1/16 финала |       |
| 2011/12 | I    | 14    | 1/4 финала  | 2019/20 | I     | отменён | отменён     |       |
| 2012/13 | II   |       | 1/4 финала  | 2020/21 | I     | 10      | финалист    |       |
| 2013/14 | II   | 1     | 1/4 финала  | 2021/22 | I     | 8       | 1/8 финала  |       |
| 2014/15 | I    | 9     | 1/16 финала | 2022/23 | I     | 4       | 1/16 финала |       |
| 2015/16 | I    | 10    | 1/8 финала  | 2023/24 | I     | 7       | 1/8 финала  |       |
| 2016/17 | I    | 5     | 1/2 финала  | 2024/25 | I     |         |             |       |
| 2017/18 | I    | 6     | 1/4 финала  | 2025/26 |       |         |             |       |

## Континентальный турнир
| Сезон   | Турнир                 | Этап   | Соперник           | Дома | Гости | Общий |
| ------- | ---------------------- | ------ | ------------------ | ---- | ----- | ----- |
| 2009    | Лига чемпионов КАФ     | предв. | Аль-Ахли (Триполи) | 2-1  | 0-6   | 2-7   |
| 2021/22 | Кубок Конфедерации КАФ | 1      | Унион Бен-Гардан   | 1-0  | 1-3   | 2-3   |